# Gabriel Cousin
Gabriel Cousin, né le 7 juillet 1918 à Droué dans le Loir-et-Cher, et mort le 19 février 2010 à Échirolles, est un poète et dramaturge français. Il est l'auteur de quelque 35 ouvrages dont une quinzaine de pièces de théâtre et une vingtaine de recueils de poésies.

## Biographie
Issu d'un milieu modeste, Gabriel Cousin est engagé dès l'âge de 13 ans comme ouvrier métallurgiste dans une usine du Bourget. Parallèlement, il devient athlète de compétition et, plus précisément, coureur de 400 mètres et de 800 mètres. La guerre de 1939 et sa captivité en Autriche arrêtent définitivement une carrière sportive prometteuse. Au début de la guerre, il est nommé sergent et commande une section de mitrailleuses sur le front de l’Aisne. Il reçoit la Croix de guerre le 2 juin 1940.
Ses nouvelles relations parisiennes et les épreuves qu'il traverse dans la lutte contre l'occupant déclenchent en lui une véritable boulimie de culture. Jean-Marie Conty, polytechnicien et ingénieur à l’Aérospatiale, contribue à le « sortir de l’usine », et l’aiguille vers la création. Gabriel Cousin s'initie alors à la danse avec Jean Sery ainsi qu'à l'art dramatique avec Roger Blin et Claude Martin.
En 1944, dès la Libération, il forme avec Jacques Lecoq Les Compagnons de la Saint-Jean dont l'activité consiste à créer de grands spectacles populaires dans l'esprit de Jacques Copeau.
À Grenoble, en 1945, il rencontre Jean Dasté et anime avec Joffre Dumazedier la première équipe de Peuple et culture. Il participe alors au mouvement de décentralisation théâtrale de l'après-guerre. II adhère au PCF et milite avec René Dumont contre la faim dans le monde et la bombe atomique.

### Carrière littéraire
Sa carrière d'homme de lettres commence véritablement en 1948. Cousin commence à écrire des poèmes et des articles sur les rapports existants entre la culture et le sport. Il est encouragé notamment par Paul Léautaud puis Claude Roy lui fait publier sa première plaquette de poésie chez Seghers.
En 1952, c'est la rencontre décisive avec Georges Mounin qui lui révèle son thème majeur, « l'amour ». Il publie alors chez Gallimard L'Ordinaire Amour en 1958 qui recevra une critique unanime.
En 1958, il écrit sa première pièce et joue la carte de la décentralisation théâtrale. Le Drame de Fukuryu-Maru, œuvre qui dénonce le danger nucléaire, est programmée par Jean Vilar au Théâtre national populaire en 1959. Sa création est retardée par la mort de Gérard Philipe puis interdite. C’est finalement Jean Dasté qui la crée en 1963. Suivront une quinzaine de pièces représentées en France et à l’étranger ; la plupart ont été diffusées sur France Culture.
En 1965, il devient conseiller technique au ministère de la Jeunesse et des Sports, et met au point un processus d'« éveil à la créativité » basé sur le corps et la sensibilité.

### Prix et distinctions
- 1985 : chevalier de la Légion d'honneur
- 1986 : officier des Arts et des Lettres
- Palmes académiques, Médaille militaire et Croix de Guerre

## Sa poésie en chansons
En 1978, René-Louis Baron découvre sa poésie souvent colorée d'érotisme. Il compose puis enregistre aux Studios De plein vent à Vals-les-Bains, un album de chansons comprenant douze poèmes de Gabriel Cousin et de Michel Dorigné : Baron chante Cousin et Dorigné. Les poèmes suivants : La Ville, La Paysanne du Vercors, Ma fille a quinze ans, Toussaint dauphinoise, Les Petits Serpents verts, Jardin dauphinois, figurent sur ce disque.
L'album reçoit de nombreuses récompenses dont le premier prix du Club des Onze créé par Bruno Coquatrix. Ensuite, poursuivant cette collaboration, ils se sont souvent rencontrés, notamment près de Castelnaudary où Gabriel Cousin vivait avec Hélène, son épouse et « muse ».

## Publications

### Poésie
- La Vie ouvrière, éditions Seghers, 1950
- L'Ordinaire Amour, éditions Gallimard, 1958
- Nommer la peur, préface de G. Mounin, éditions Oswald, 1967
- Au milieu du fleuve, préface de P. Emmanuel, éditions St-Germain-des-Prés, 1971
- Alchimies des villes, 1975
- Mariette, 1975
- De la poésie, 1976
- Vermiculaire, 1976
- Premières variations pour des musiques de chambres, éditions de Bibliophilie, M. et A. Pessin, 1980
- Poèmes d'un grand-père pour de grands enfants, éditions Saint-Germain des Prés, 1980
- Hélène, éditions La Corde Raide, 1980
- Variations pour des musiques de chambres, éditions L.O. FOUR, Caen, 1982
- Poèmes érotiques, éditions Le P.A.V.E., Caen, 1982
- L'Ordinaire Amour II, éditions Saint-Germain des Prés, 1982
- Dérober le feu, anthologie réalisée et préfacée par M. Baglin. Le Dé bleu, 1998

### Théâtre
- L'Usine (L'Officine), oratorio-pantomime
- Le Drame de Fukuryu Maru, 1967
- Le Voyage de derrière la montagne, 1962
- Théâtre I, comprenant L'Aboyeuse et l'Automate et L'Opéra noir..., éditions Gallimard, 1963
- Théâtre II, comprenant Le Voyage de derrière la montagne, Le Drame de Fukuryu-Maru (deuxième version), Cancer sur la terre..., éditions Gallimard, 1964
- Vivre en 1968, théâtre dans la rue, éditions Art et Education, Lyon, 1969
- Le Cycle du crabe, éditions Gallimard, 1969
- La Descente sur récif, éditions L'Avant-scène, 1971
- Chant pour un homme et une femme dans la ville
- Oratorio pour une vie, éditions L'Avant-Scène, 1982

## Pour approfondir